# Courtefontaine (Doubs)
Courtefontaine é uma comuna francesa na região administrativa de Borgonha-Franco-Condado, no departamento de Doubs. Estende-se por uma área de 7,7 km². Em 2010 a comuna tinha 248 habitantes (densidade: 32,2 hab./km²).